# Lac Petponoun
Le lac Petponoun (ou Paponoun, Paponoun, Petponoun, Pètponoun) est un lac de cratère situé dans l'Ouest du Cameroun, à Kouoptamo, près de Foumban, dans le département du Noun, à une altitude de 1 120 m, sur une superficie de 30 ha.

## Tourisme

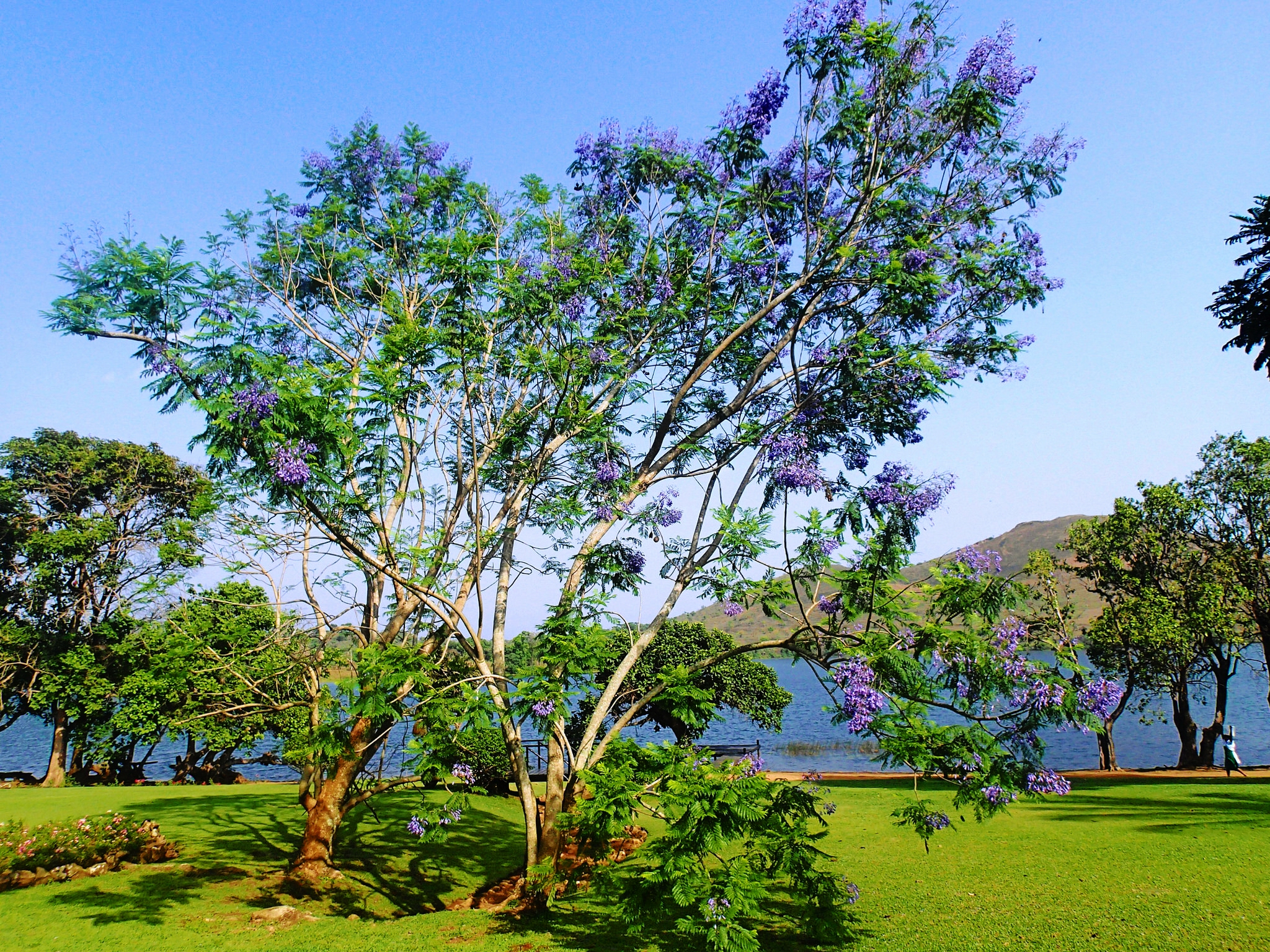
Jacarandas au bord du lac.

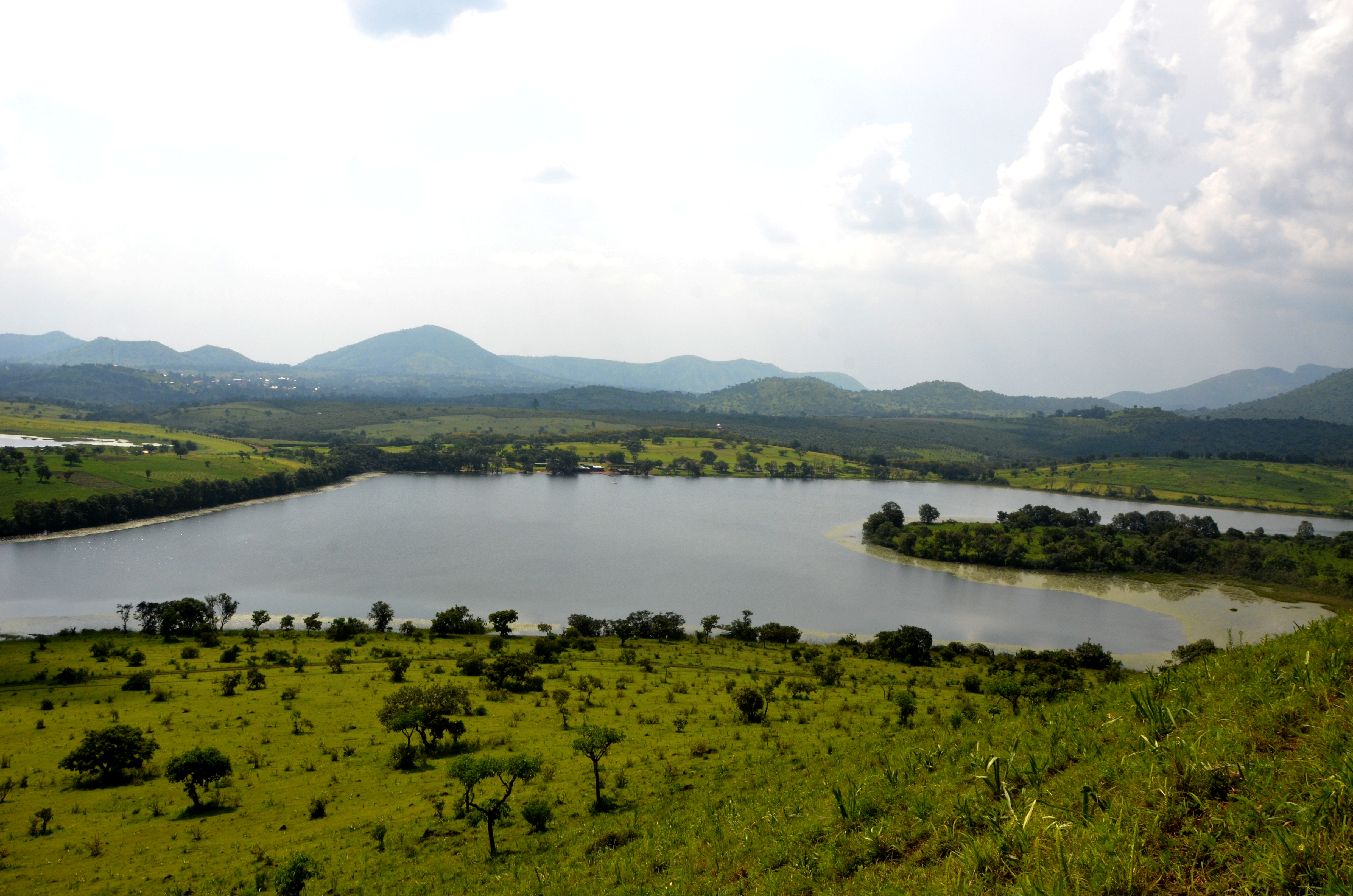
Lac Petpenoun

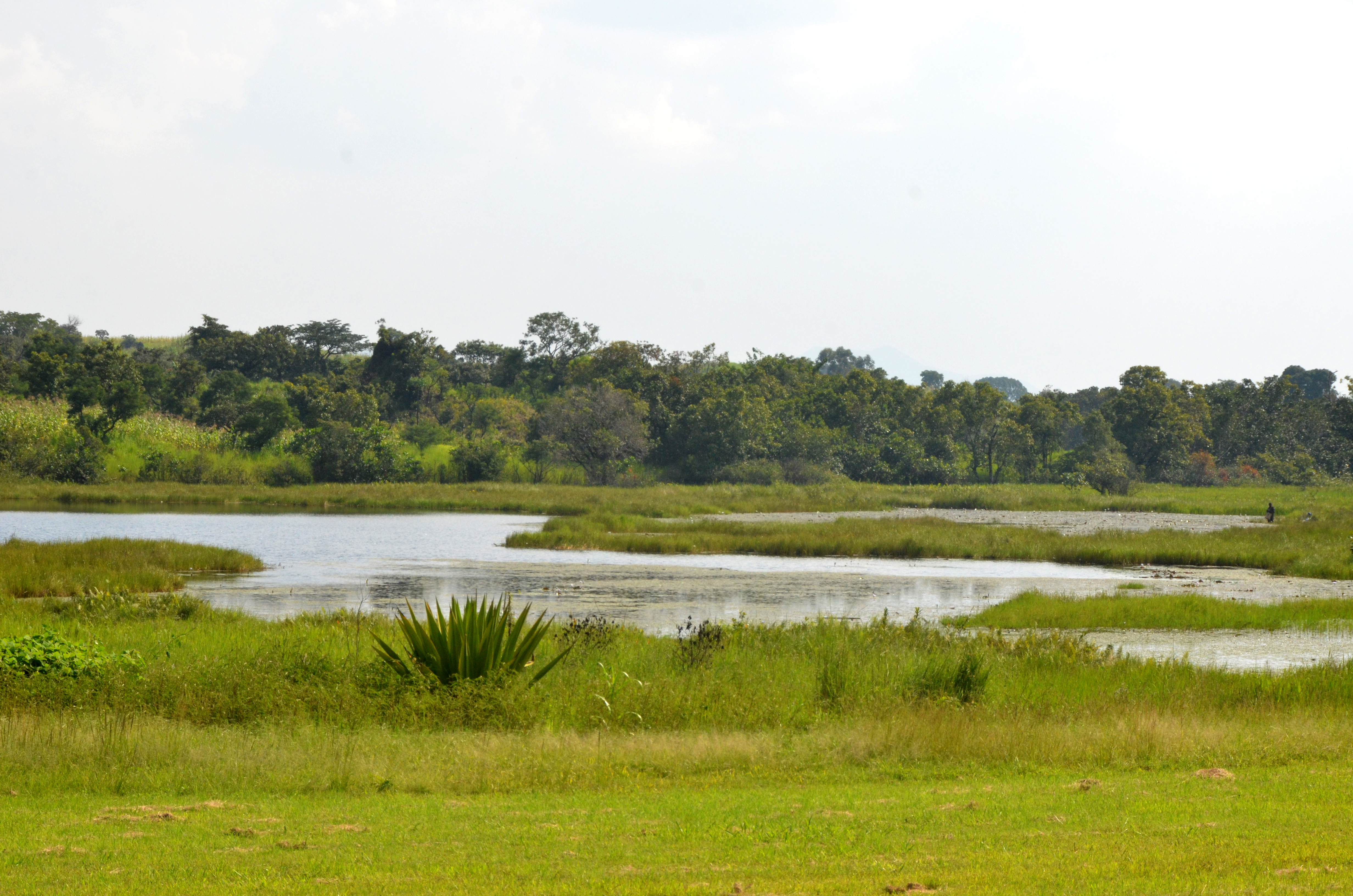
Vue plane du Lac Petpenoun

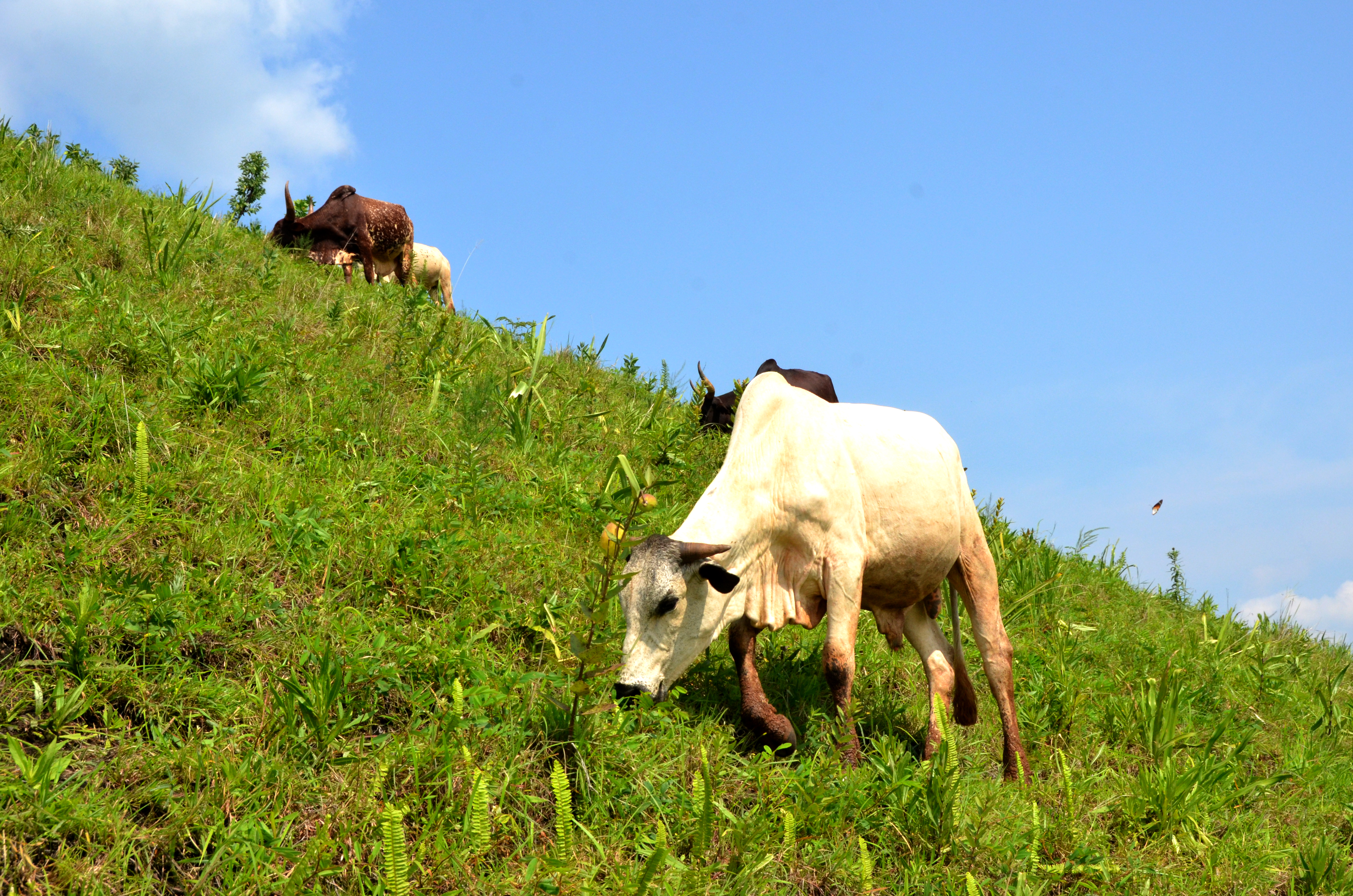
Vaches au bord du Lac

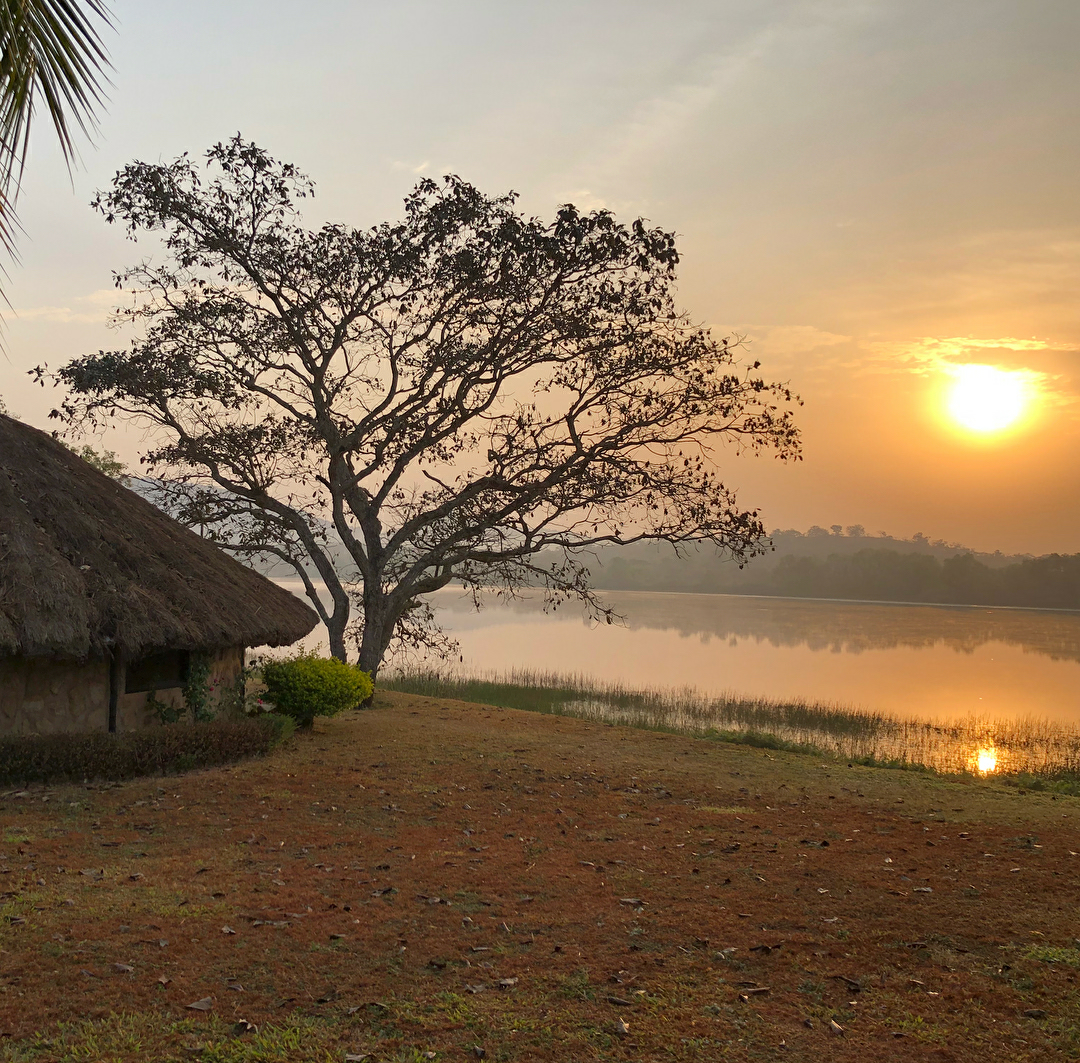
Coucher de soleil à Petpenoun

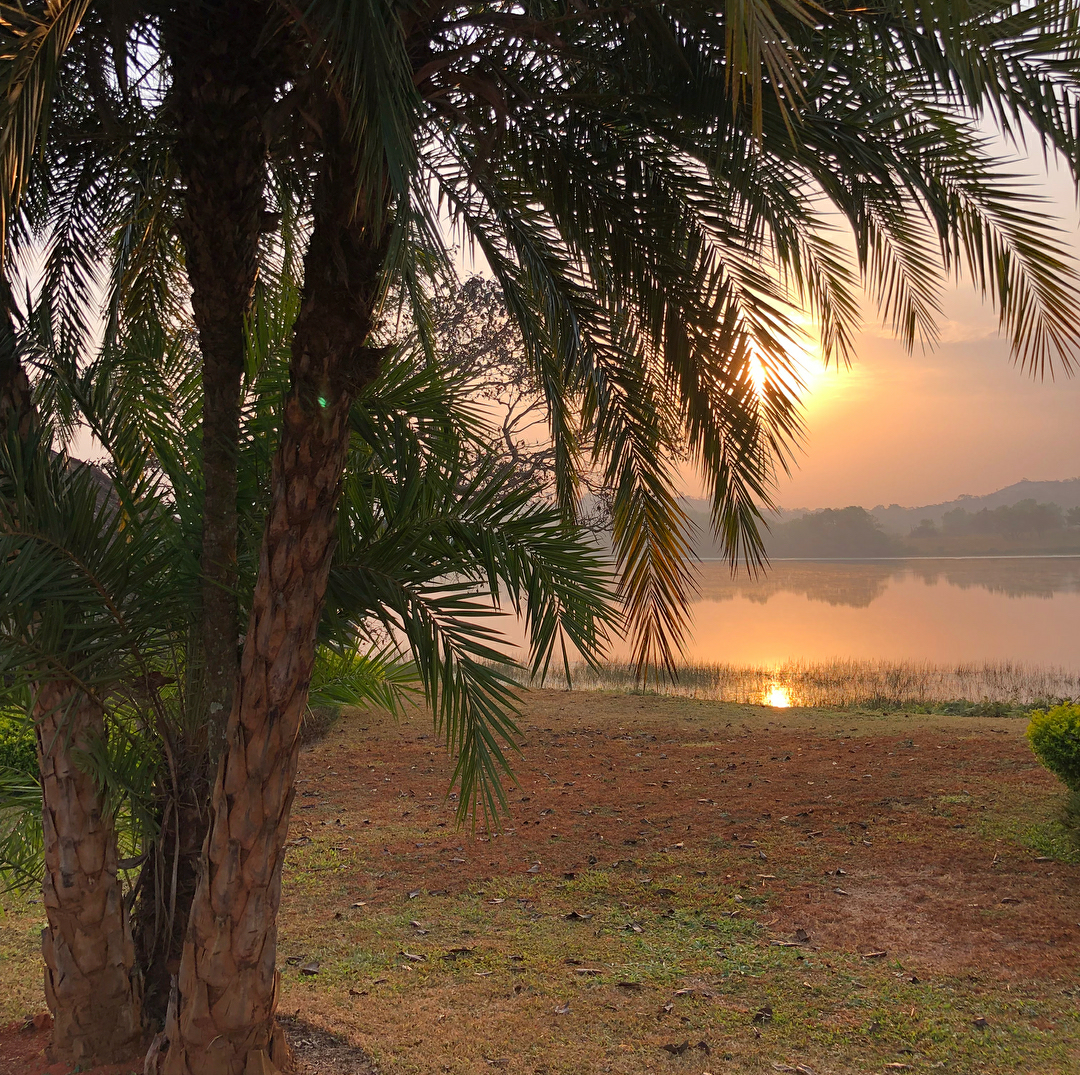
Coucher de soleil, Petpenoun, Cameroun

Un opérateur économique a aménagé un domaine aux abords du lac pour en faire une destination touristique.